# Mansour Kamardine
Mansour Kamardine   (Sada, 23 de març de 1959) és un advocat i polític francès.

## Biografia
Començà treballant com a inspector de policia els anys 1977-1978, i posteriorment exercí de secretari de l'ajuntament d'Acoua (1979-1980) i del de Tsingoni (1980-1986). Havia entrat a la política el 1976, amb el RPCS, "Rassemblement Progressiste pour la Commune de Sada", i a les eleccions municipals del 1983 va ser elegit alcalde de la població; amb 23 anys, era l'alcalde més jove de França. Estudià Dret a l'illa de la Reunió i el 1994 es registrà com a advocat al tribunal de Mayotte. Entre els anys 1998 i 2002 va ser bâtonnier (equivalent a degà) dels advocats de Mayotte.
Es presentà a les eleccions legislatives franceses de 1993 i a les del 1997, i en ambdués el derrotà Henry Jean-Baptiste. No fou fins que aquest es retirà, el 2002, que obtingué a la fi l'escó a l'Assemblea Nacional, i per fer-ho, tingué el suport del president del Consell General, Younoussa Bamana, organisme del qual Kamardine n'era membre en representació del cantó de Sada, i vicepresident.
A les noves eleccions legislatives, del 2007, s'emportà l'escó Abdoulatifou Aly, candidat del Mouvement départementaliste mahorais. Finalment, a les eleccions cantonals del 2008, Kamardine va ser novament batut, ara per Ibrahim Aboubacar. En l'actualitat (2015) Mansour Kamardine té un despatx d'advocats a Mamoudzou.

### Obres
- Kamardine, Rouhania; Kamardine, Mansour. La départementalisation de Mayotte expliquée à la jeunesse mahoraise. L'ultime étape.  Chevagny-sur-Guye: Éditions Orphie, 2009. ISBN 9782877634762.
- République et libertés au féminin, chatouilleuse en droit local.  Mamoutzou, Mayotte: Éd. du Baobab, 2009. ISBN 9782908301748. («fragment». Arxivat de l'original el 2015-12-08. [Consulta: 3 desembre 2015].)
- J'assume.  Chevagny-sur-Guye: Éditions Orphie, 2008. ISBN 9782877634687.
- Kamardine, Mansour (recopilador). Discours de la République pour Mayotte.  Chevagny-sur-Guye: Éditions Orphie, 2007. ISBN 9782877633802.
- Mayotte. Fin de la "Guerre de la Salive".  Mamoudzou: (Imprimah), 2006. ISBN 9782849450093.
- Rapport d'information déposeé en application de l'article 145 du Règlement par la Commission des affaires culturelles, familiales et sociales sur les minima sociaux à Mayotte.  París: Assemblée nationale, 2006. ISBN 9782111213883.
- Promesses tenues! d'une collectivité d'Outre-Mer à un département de la République....  Kawéni, Mayotte: Éditions du Baobab, 2005. ISBN 9782908301595. («fragment». Arxivat de l'original el 2015-12-08. [Consulta: 3 desembre 2015].)